# Max Studer
Max Studer (Kestenholz, 16 de enero de 1996) es un deportista suizo que compite en triatlón.
Ganó dos medallas en el Campeonato Mundial de Triatlón por Relevos Mixtos, en los años 2023 y 2024, una medalla de bronce en el Campeonato Europeo de Triatlón de 2022 y una medalla de oro en el Campeonato Europeo de Triatlón de Velocidad de 2021.

## Palmarés internacional
| Campeonato Mundial por Relevos Mixtos | Campeonato Mundial por Relevos Mixtos | Campeonato Mundial por Relevos Mixtos | Campeonato Mundial por Relevos Mixtos |
| Año                                   | Lugar                                 | Medalla                               | Prueba                                |
| ------------------------------------- | ------------------------------------- | ------------------------------------- | ------------------------------------- |
| 2023                                  | Hamburgo (Alemania)                   | Medalla de bronce                     | Relevo mixto                          |
| 2024                                  | Hamburgo (Alemania)                   | Medalla de plata                      | Relevo mixto                          |
| Campeonato Europeo                    |                                       |                                       |                                       |
| Año                                   | Lugar                                 | Medalla                               | Prueba                                |
| 2022                                  | Múnich (Alemania)                     | Medalla de bronce                     | Relevo mixto                          |

| Campeonato Europeo | Campeonato Europeo  | Campeonato Europeo | Campeonato Europeo |
| Año                | Lugar               | Medalla            | Prueba             |
| ------------------ | ------------------- | ------------------ | ------------------ |
| 2021               | Kitzbühel (Austria) | Medalla de oro     | Individual         |